# 盔

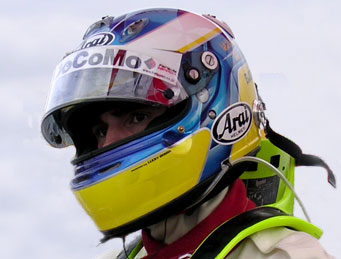
賽車用頭盔。

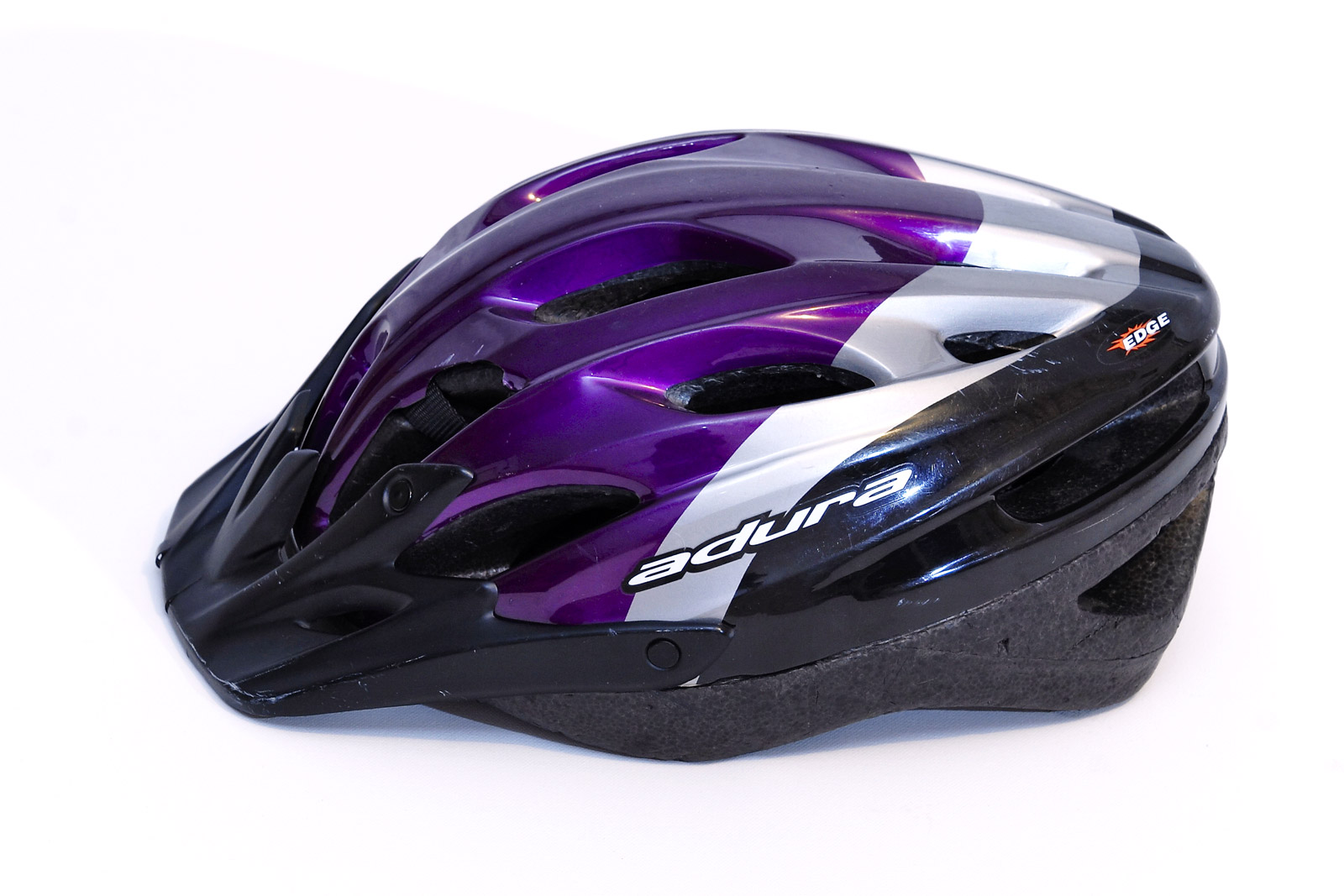
腳踏車用頭盔。

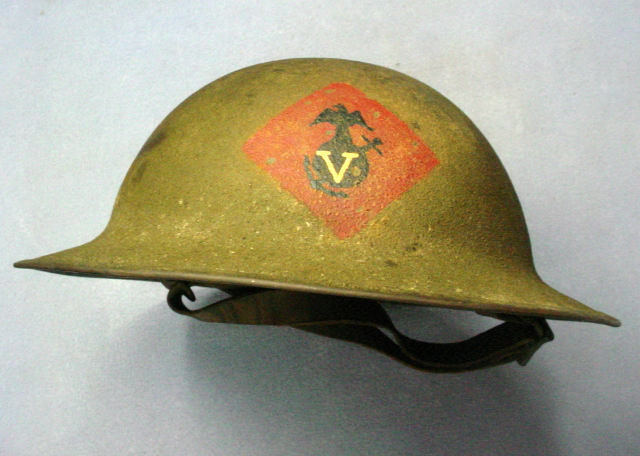
軍用頭盔，一個一戰與二戰時期的頭盔「布洛迪式鋼盔」（Brodie helmet），英軍軍官與美軍使用。美軍在後來以M1鋼盔取代布洛迪盔。

盔古稱冑、兜、鍪、牟，是具有對頭部非一般保護能力的帽。古代頭盔主要由皮革、棉布、麻布與金屬製成，近世亦用樹脂或塑膠製成。
今日軍用盔多採用抗彈纖維製成。民用盔常在人員騎乘載具時或工廠、工地中看到，稱作「安全帽」或「安全頭盔」。

## 使用用途
盔一般可用於軍事、建築、採礦和一些運動，如美式足球、腳踏車、棒球、滑雪、冰上曲棍球、賽馬、馬術、賽車、機車、縮沙等。
主要是用來保護頭部免於意外傷害，所以在進行任何會使用到頭盔的相關活動時，最好戴著頭盔，以防發生意外，讓傷害降至最低，保護自身安全。一次世界大战德军钢盔顶有一尖锥，当时陆军常用肉搏战，钢盔可当顶刺敌军武器，到二战英军钢盔特扁平，是可当临时饭锅作汤使用，较为实用，现钢盔多上涂料防锈，已无法当餐用锅具，且钢盔为防晒导热，多有小顶内盔，架于钢盔内，1941年二战日军太平洋战争起，日军为防南方日晒，在钢盔后方可加遮阳帘布，因为后颈是体温调节所在。